# Hans R. Strömberg
Hans Rune Sigvardsson Strömberg, född 10 januari 1953, är en svensk travtränare och travkusk. Hans hemmabana är Rättviks travbana.
Han har 2019 cirka 20 hästar i sin träning. Hans vinstrikaste häst och största stjärna är On Track Piraten, som tjänat över 17 miljoner kronor och bland annat tagit dubbla segrar i Svenskt Mästerskap (2013, 2014) och segrat i Tysklands största travlopp Grosser Preis von Deutschland (2012). Han har även tränat Gulddivisionshästar som Spader Madame och Hilda C.D. I januari 2019 fick han in Dartagnan Sisu i sin träning.

## Segrar i större lopp
| År   | Lopp                             | Häst             | Kusk                | Grupp   |
| ---- | -------------------------------- | ---------------- | ------------------- | ------- |
| 2010 | Prix d'Amboise                   | Hilda C.D.       | Johanna Lindqvist   |         |
| 2011 | E3-revanschen, hingstar/valacker | On Track Piraten | Erik Adielsson      | Grupp 2 |
| 2012 | Grosser Preis von Deutschland    | On Track Piraten | Joseph Verbeeck     | Grupp 1 |
| 2013 | C.L. Müllers Memorial            | On Track Piraten | Erik Adielsson      | Grupp 2 |
| 2013 | Svenskt Mästerskap               | On Track Piraten | Johnny Takter       | Grupp 2 |
| 2014 | Gulddivisionens final, sept      | On Track Piraten | Johnny Takter       | Grupp 2 |
| 2014 | Svenskt Mästerskap               | On Track Piraten | Johnny Takter       | Grupp 2 |
| 2014 | C.L. Müllers Memorial            | On Track Piraten | Johnny Takter       | Grupp 2 |
| 2015 | Prix du Luxembourg               | On Track Piraten | Erik Adielsson      | Grupp 3 |
| 2015 | Gulddivisionens final, dec       | On Track Piraten | Johnny Takter       | Grupp 2 |
| 2016 | Gulddivisionens final, april     | On Track Piraten | Johnny Takter       | Grupp 2 |
| 2016 | E3-final (korta), ston           | Unique Juni      | Örjan Kihlström     | Grupp 1 |
| 2016 | Sommartravets final              | Olympic Torch    | Hans R. Strömberg   | Grupp 2 |
| 2016 | C.L. Müllers Memorial            | On Track Piraten | Johnny Takter       | Grupp 2 |
| 2016 | Gulddivisionens final, nov       | On Track Piraten | Johnny Takter       | Grupp 2 |
| 2016 | Gulddivisionens final, dec       | On Track Piraten | Johnny Takter       | Grupp 2 |
| 2017 | Färjestads Jubileumslopp         | On Track Piraten | Johnny Takter       |         |
| 2017 | Gulddivisionens final, feb       | On Track Piraten | Johnny Takter       | Grupp 2 |
| 2018 | Mälarpriset                      | On Track Piraten | Hans R. Strömberg   |         |
| 2018 | Diamantstoets final, maj         | Rita C.D.        | Örjan Kihlström     |         |
| 2018 | Stig Lindmarks Styrkeprov        | On Track Piraten | Erik Adielsson      |         |
| 2019 | Färjestads Jubileumslopp         | On Track Piraten | Rickard N. Skoglund |         |
| 2022 | Guldstoet                        | Xerava C.D.      | Mats E. Djuse       | Grupp 2 |